# Drzewo Jessego

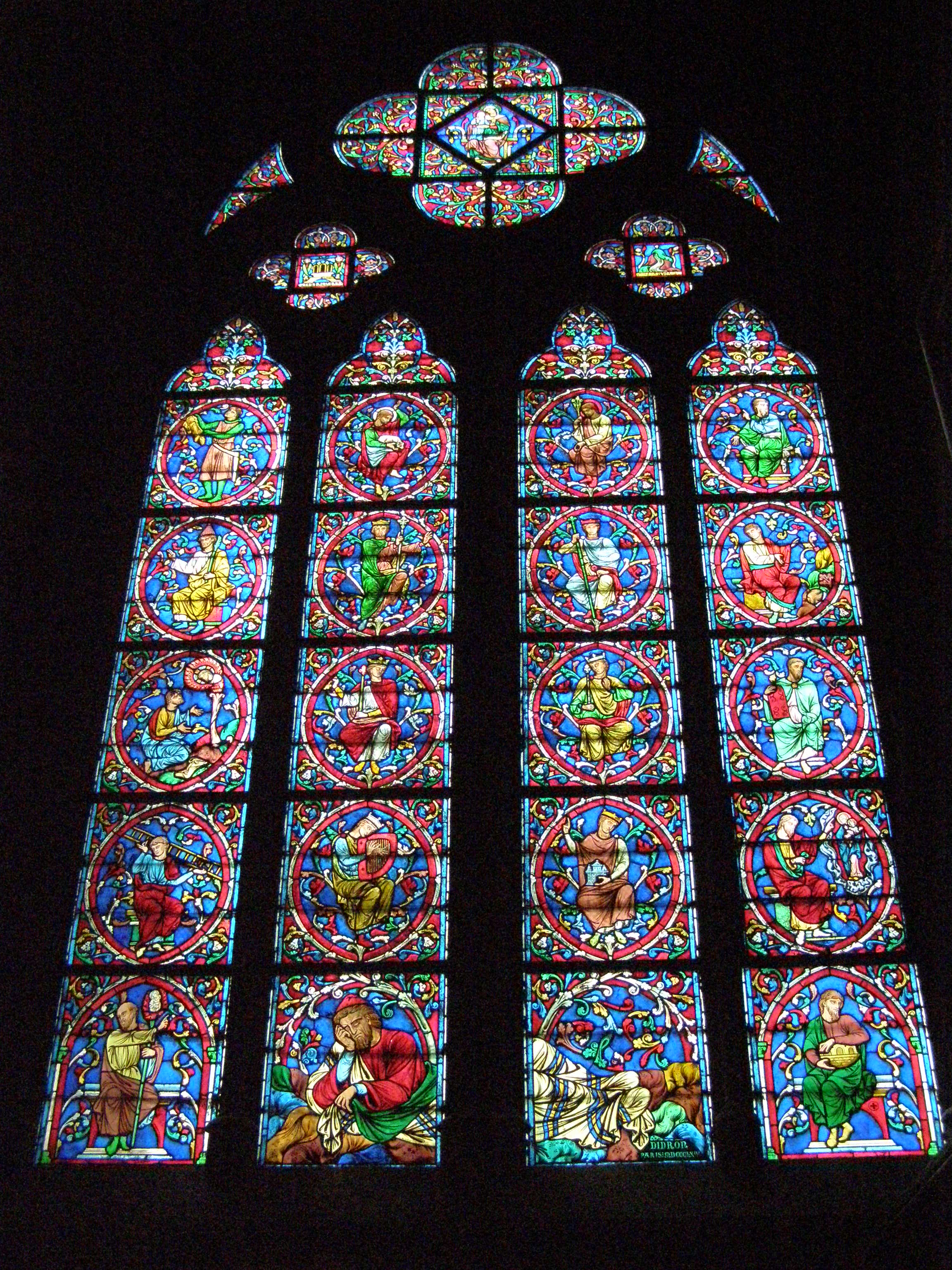
Drzewo Jessego – witraż w katedrze Notre-Dame w Paryżu

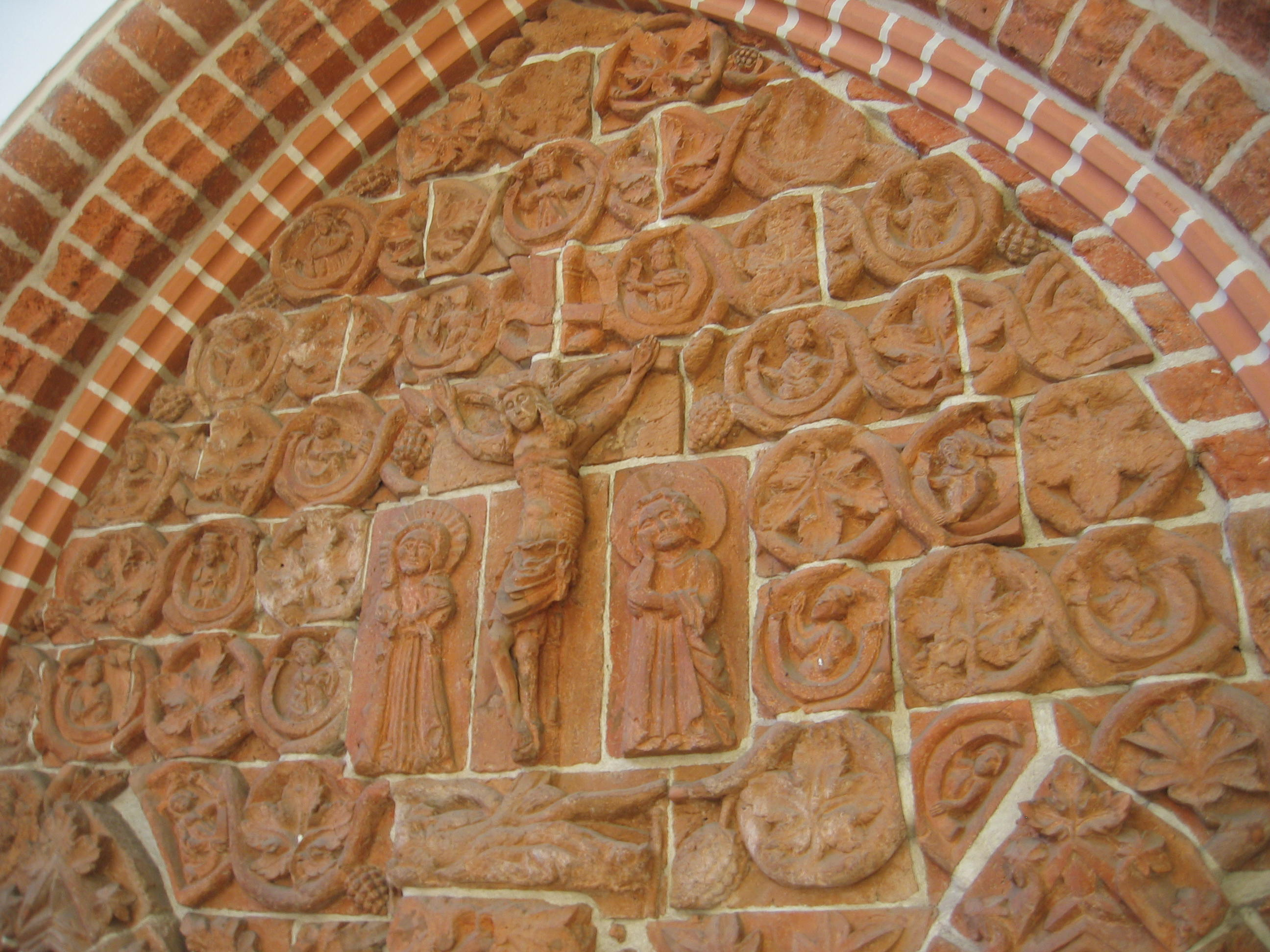
Drzewo Jessego – kościół Narodzenia Najświętszej Maryi Panny w Choszcznie

Drzewo Jessego – artystyczne wyobrażenie drzewa genealogicznego Chrystusa. Temat bardzo częsty w sztuce europejskiej od XI do XVII w., obecny do dziś w ikonografii prawosławnej.

## Główny motyw
Ze spoczywającego na ziemi Jessego (ojciec króla Dawida) wyrasta łodyga lub pień drzewa o gałęziach zakończonych wizerunkami królów żydowskich oraz innych przodków Chrystusa. Drzewo wyrasta z postaci (z jego trzewi) lub spoza niej. Jesse ukazywany jest zazwyczaj z długą brodą, w pozycji siedzącej, stojącej lub najczęściej leżącej. Jesse leży bezpośrednio na ziemi, czasem z podpartą na ręce głową, często z zamkniętymi oczami. Na niektórych przedstawieniach leży na posłaniu lub ma pod głową poduszkę. Postaci siedzące natomiast występują w dwóch wariantach - śpiącego z zamkniętymi oczami lub dodatkowo podpartego na ręce.
Samo drzewo przedstawiano różnie. Drzewo ma konar i zielone liście lub same gołe gałęzie, w ozdobnych przedstawieniach jest złote lub srebrne. Drzewo kolejnymi odgałęzieniami prowadzi widza do postaci Matki Bożej trzymającej na kolanach małego Jezusa Chrystusa lub w późniejszych przedstawieniach do postaci tryumfującego Chrystusa. Niektóre uproszczone realizacje redukują liczbę występujących osób i znaków, zachowując jednak zasadniczą symbolikę.

## Historia
Źródłem nazwy i motywu jest proroctwo z Księgi Izajasza, które głosi o nadejściu Mesjasza: Wyrośnie różdżka z pnia Jessego, wypuści się odrośl z jego korzeni. Chrześcijanie odnoszą ten fragment właśnie do osoby Jezusa Chrystusa. Lista przodków pochodzi najczęściej z pierwszych rozdziałów Ewangelii Mateusza lub Ewangelii Łukasza.

Początkowo temat ten pojawił się w malarstwie – w romańskich i gotyckich miniaturach. W okresie gotyku występował w architekturze na zewnątrz np. najstarsza zachowana płaskorzeźba na fasadzie romańskiej katedry Notre-Dame-la-Grande w Poitiers z początku XII wieku. Stosunkowo często występował w witrażach, najstarszym zachowanym dziełem przedstawiającym drzewo Jessego jest witraż w katedrze w Chartres pochodzący z XII wieku.
Pojawiał się w portalach katedr we Francji, Hiszpanii, Włoszech, później w tympanonach. W czasach nowożytnych przedstawiano drzewo Jessego we wnętrzach kościołów – w predellach i retabulach ołtarzowych, stallach, ambonach.

## Przykłady zastosowania motywuDrzewa Jessegow Polsce
- Pełnoplastyczne Drzewo Jessego zachowało się m.in. w predelli ołtarza Wita Stwosza w Kościele Mariackim w Krakowie z XV wieku. Wit Stwosz umieścił tu 14 postaci potomków Jessego w ożywionych, skomplikowanych pozach[5].
- W bazylice katedralnej w Toruniu fresk z XIV wieku przedstawia drzewo Jessego wkomponowane w scenę ukrzyżowania, sądu ostatecznego, wizję nieba i piekła. Centralnym przedstawieniem jest tu scena Ukrzyżowania na Drzewie Jessego. Chrystus zawieszony jest na zielonym krzyżu, który zamiast belek ma gałęzie z pękami liści (motyw Drzewa Życia (Żywego Krzyża), wyrastającego z boku leżącego Jessego)[6].
- W Choszcznie w kościele parafialnym Narodzenia Najświętszej Maryi Panny z XIV wieku występuje drzewo Jessego w formie płaskorzeźby, która znajduje się w bocznej ścianie prezbiterium[7].
- Barokową ambonę u sióstr Klarysek ze Starego Sącza oplata duże drzewo Jessego[8].
- Na Śląsku znamy kilka przykładów przedstawień drzewa Jessego: na monstrancji w kościele pocysterskim w Henrykowie, w dekoracjach malarskich w kościele św. Jakuba Apostoła w Małujowicach (1 poł. XV wiek), w retabulum ołtarzowym Różańca Świętego w kościele dominikańskim pw. św. Jakuba w Raciborzu (XVII wiek), czy na sklepieniu kościoła św. Bartłomieja w Gliwicach, tzw. starym[2].
- Drzewo Jessego występuje także w nastawie ołtarzowej z drewna lipowego w sanktuarium Matki Bożej Dobrej Rady w Sulistrowiczkach koło Sobótki[1].
- W XXI wieku odnaleziono elementy ołtarza renesansowego w kościele farnym w Żorach. Są to uszaki przedstawiające drzewo Jessego[2].

Drzewo Jessego było także wzorcem dla przedstawień genealogii zakonów, popularnego w sakralnej sztuce nowożytnej. Przykładem jest ambona w kościele św. Michała w Sandomierzu, gdzie drzewo stanowi podstawę ambony. Z leżącej postaci św. Benedykta, założyciela zakonu, wyrasta winna latorośl, w konarach przedstawieni są benedyktyni i Ojcowie Kościoła.